# Chromolaena laevigata
La chilca lunareja (Chromolaena laevigata) es una especie de planta con flor de la familia de las Asteraceae.

## Descripción
Es un arbusto perenne, tallo leñoso, cespitoso, alcanza hasta 25 dm de altura; hojas comunes
Desarrollan abundante y fuerte sistema radicular, con reservas de años, constituyéndose en su mejor defensa subsistiendo a condiciones adversas; como por ejemplo los cortes por desmalezado.
Floración y fructificación se dan desde fines del verano en adelante, y, producen flores numerosas en capítulos de amplias panojas terminales. Las semillas (aquenios) poseen papus, facilitando mejor dispersión, por viento, y por transporte a través de ganado. Así esta maleza invade y ocupa gradualmente más terrenos, proceso agravado si anualmente se tolera que complete su ciclo, semillando y con banco de semillas en el suelo.

## Hábitat
Se adapta a distintos tipos de ambientes, climáticos y de suelo; invadiendo campos naturales, a campos en descanso que estuvieron por años en la agricultura, actividad que favorece la instalación de esta maleza, ya que además de la degradación física del suelo, desaparecieron especies nativas, cediendo espacio a esta especie, y a otras como las arbóreas del monte, y que constituyen otro problema. Además, y por lo que ya algo se mencionó, existen situaciones en que los chilcales están asociados con el monte, dando lugar a lo que se conoce vulgarmente como monte sucio, llegando en innumerables casos a situaciones de fachinales cuando ambos, chilcas y arbóreas, alcanzan prácticamente un 100% de ocupación.

## Taxonomía
Chromolaena laevigata fue descrita por (Lam.) R.M.King & H.Rob. y publicado en Phytologia 20(3): 202. 1970.
Etimología
Chromolaena: nombre genérico que deriva de las palabras griegas: χρῶμα (croma), que significa "de color", y λαινα (laena), que significa "manto". Se refiere a los colores de los filarios de algunas especies.
laevigata: epíteto latíno que significa "dentada"
Sinonimia
- Chrysocoma punctata Steud.
- Chrysocoma punctulata Vell.
- Eupatorium alternans DC.
- Eupatorium australe Thunb.
- Eupatorium propinquum DC.
- Eupatorium psiadiifolium DC.
- Eupatorium resinosum Poepp. & Endl.
- Osmia alternans (DC.) Sch.Bip.
- Osmia laevigata (Lam.) Sch.Bip.
- Osmia propinqua (DC.) Sch.Bip.[4]